# 石启仁
石启仁（1944年5月—），男性，汉族，中共党员，江苏邳州人，中华人民共和国政治人物。曾任中共阳江市委书记、中共广东省委宣传部副部长等职务。

## 生平
石启仁长期在广州花都区任职，1984年8月当选为中共花县县委常委，1987年3月升任中共花县县委副书记，1991年11月再度升任中共花县县委书记，在主政花县期间见证了该县撤销改建立县级花都市，其本人亦于1993年9月2日出任新成立的花都市委书记，兼任同市人大常委会主任，直到1996年8月调离广州；主政花都市期间，因政績突出，石氏曾於1995年獲得中共中央組織部表彰為「全國優秀縣委書記」。
离开广州后，石启仁来到阳江，成为该市党委副书记、副市长，并代理市长职务，1997年，不再代理阳江市长:759-760，升任中共阳江市委书记，直到2000年2月去职:709-710。石氏随即回到广州，出任中共广东省委宣传部副部长。离开宣传部後，他繼續以广东省高尔夫球协会副会长等身份活躍於广东省內外。

## 延伸阅读
毕应胜. . 广州市. OCLC 1020347390.
| 中国共产党职务         | 中国共产党职务                                   | 中国共产党职务 |
| ---------------------- | ------------------------------------------------ | -------------- |
| 前任： 梁振元          | 中国共产党阳江市委员会书记 1997年6月－2000年2月  | 繼任： 林华景  |
| 前任： 王定中          | 中国共产党花都市委员会书记 1991年11月－1996年8月 | 繼任： 黄水记  |
| 中華人民共和國政府职务 |                                                  |                |
| 前任： 文炮田          | 阳江市人民政府市长 1996年7月－1997年4月          | 繼任： 張明彪  |